# Бондаренко Сергій Миколайович (футболіст)
Сергій Миколайович Бондаренко (нар. 9 листопада 1948, Суми, УРСР) — радянський футболіст, захисник та півзахисник.
Протягом п'ятнадцяти сезонів захищав кольори єреванського «Арарату». Чемпіон та віце-чемпіон СРСР. Дворазовий володар кубка СРСР. Рекордсмен єреванської команди за кількістю проведених матчів у вищій лізі радянського чемпіонату — 392. Забив 32 м'ячі.
Провів три сезони в європейських клубних турнірах:
кубок чемпіонів 1974/75 — 6 матчів, 1 гол;
кубок володарів кубків 1975/76 — 4 матчі, 2 голи;
кубок УЄФА 1972/73 — 5 матчів.
1971 року залучався до складу олімпійської збірної. Провів чотири матчі на відбірковому етапі Олімпійських ігор у Мюнхені: зі збірними Нідерландів (два), Австрії й Франції.
Досягнення:
- Чемпіон СРСР (1): 1973
- Віце-чемпіон СРСР (1): 1971
- Володар кубка СРСР (2): 1973, 1975